# Серра-Сант-Аббондіо
Серра-Сант-Аббондіо (італ. Serra Sant'Abbondio) — муніципалітет в Італії, у регіоні Марке,  провінція Пезаро і Урбіно.
Серра-Сант-Аббондіо розташована на відстані близько 180 км на північ від Рима, 65 км на захід від Анкони, 50 км на південь від Пезаро, 28 км на південний схід від Урбіно.
Населення — 1049 осіб (2014).
Щорічний фестиваль відбувається 16 вересня. Покровитель — Sant'Abbondio.

## Демографія
Населення за роками:

Станом на 1 січня 2023 року в муніципалітеті офіційно проживав 61 іноземець з 21 країни, серед них 18 громадян країн Євросоюзу та 6 громадян України.

## Сусідні муніципалітети
- Фронтоне
- Пергола
- Сассоферрато
- Скеджа-е-Пашелупо